# Ștergerea informațiilor de pe mediile de stocare

## Stergerea informatiilor de pe mediile de stocare
Un sistem de fișiere, indiferent de sistemul de operare  care îl utilizează, îndeplinește aceleași funcții folosind  principii similare, însă prin abordări diferite. Un sistem de fișiere este în esență, o modalitate de a cataloga informația stocată pe un mediu de stocare (HDD, memory stick, etc.).
Orice sistem de fișiere folosește pentru memorarea informațiilor,  o unitate  de bază de alocare a memoriei. De exemplu, pentru NTFS, dimensiunea minimă a unității de alocare este 4KB (4 kilo bytes sau 4 kilo octeți = 4 x 1024 bytes (octeți)), ceea ce înseamnă că, pentru un fișier de 10 octeți  (care  de exemplu conține  șirul de caractere ABCDEFGHIJ – fiecare caracter memorat pe un octet ) vor fi alocați   4 KB (adică spațiul de memorie necesar pentru stocarea a 4×1024 caractere). Astfel că memorarea a 256 de fișiere care conțin un singur caracter (byte) duce la ocuparea unui spațiu de memorie de 1 MB (256 x 4×1024 bytes = 1024×1024 bytes = 1MB) deși ar fi fost nevoie doar de 256 bytes (octeți)!!!.
1 byte = 1 octet = 8 biți, unde 1 bit = unitatea binară de memorie cu valori de 0 sau 1. Astfel, spațiul de memorie acoperit de un sistem de fișiere este împărțit într-un număr întreg de unități de alocare a memoriei.
Ca și principiu de lucru, orice sistem de fișiere are o modalitate de a ține evidența informației memorate. Acest lucru se face prin tabela de alocare a fișierelor, o zonă specială pe mediul de stocare  care ține evidența fișierelor memorate. Tabela de alocare a fișierelor poate fi exemplificată prin cuprinsul unei cărți. Acesta indică prin numărul paginii locul unde poate fi găsit un capitol sau subcapitol din acea carte. Similar, tabela de alocare a fișierelor, memorează numărul curent al  unității de bază de alocare, de unde începe un fișier și numărul curent al unității de bază unde se sfârșește un fișier. Un fișier va fi întotdeauna memorat pe un număr de octeți mai mare sau  egal cu dimensiunea sa reală.
Prezentarea de mai sus nu își propune să facă o teorie amănunțită a sistemelor de fișiere, ci  doar să informeze cititorul cu privire la unele aspecte pe care este posibil să nu le stăpânească foarte bine.
Și totuși de ce nu se șterg informațiile cu adevărat dintr-un sistem de fișiere după ce utilizatorul alege să le ștergă ?
Motivul este simplu: pentru a crește viteza de acces la informațiile memorate într-un sistem de fișiere, atunci când un utilizator alege să șteargă un fișier, sistemul de operare marchează în tabela de alocare a fișierelor spațiul dedicat acelui fișier ca fiind liber. Informația aparținând acelui fișier rămâne memorată în continuare până când unitătile de bază de alocare a memoriei sunt rescrise cu alte informații.
Astfel, cu ajutorul unor aplicații specializate se pot recupera în întregime datele șterse voit sau accidental, dacă pe spațiul respectiv de memorie nu au mai fost scrise alte informații. Astfel, dacă ați șters din greșeală unul sau mai multe fișiere, regula de aur este să nu mai copiați nimic pe acea partiție și să folosiți un program de recuperare a datelor. Probabilitatea de recuperare este de 99 %.
Același lucru este valabil și la formatarea unei partiții de fișiere. Tabela de alocare a fișierelor este rescrisă , însă informația memorată pe acea partiție rămâne valabilă până la suprascriere.
Și dacă doriți ca informația memorată să nu mai poată fi recuperată? Atunci trebuie să suprascrieți unitățile de bază de alocare cu altă informație (de obicei aleatoare). Există aplicații mai mult sau mai puțin de succes care fac acest lucru pe bani mai  mulți sau mai puțini.